# Квеші
Квеші (груз. ქვეში) — село в Грузії.
За даними перепису населення 2014 року в селі проживає 342 особи.